# Aurore et Céphale
Aurore et Céphale est une peinture de François Boucher conservée au Musée des Beaux-Arts de Nancy. Elle est signée et datée de 1733. 

## Sujet
François Boucher choisit un sujet mythologique extrait des Métamorphoses d'Ovide (Livre VII). Le jeune chasseur Céphale, époux de Procris, a été enlevé contre son gré par la déesse Aurore. Résistant à la déesse, le chasseur est renvoyé auprès de sa femme, prisonnier d'un sort funeste : il tuera sa femme par erreur en la confondant avec du gibier. 
Boucher adoucit le récit en le réduisant à l'union harmonieuse d'Aurore et Céphale ; il fait disparaître tous les aspects dramatiques de l'histoire. Levant un regard langoureux vers la séduisante déesse, le jeune homme ne manifeste aucune résistance. Boucher reprend fréquemment ce sujet au cours de sa carrière.

## Historique
François Boucher peint Aurore et Céphale après son retour d'Italie. L’œuvre est sans doute commandée par l'avocat au Parlement de Paris François Derbais, pour son hôtel particulier situé rue de la Poissonnière, comme pendant à une autre toile datée de 1732, Vénus demande à Vulcain des armes pour Énée,  conservée au Musée du Louvre. Vendues une première fois à la mort sans descendants de l'avocat,  les deux toiles apparaissent à nouveau dans la vente après décès de Watelet, le 12 juin 1786. Elles sont achetées par Paillet pour le compte de la Couronne pour la somme de 3121 livres et déposées au Louvre. En 1801, Aurore et Céphale est sélectionné parmi la trentaine de tableaux des collections du Muséum central des Arts pour décorer les salles du château de Lunéville à l'occasion de la signature du Traité entre la France et l'Autriche. À la demande du département de la Meurthe, 13 tableaux, dont le Boucher, sont déposés au musée de Nancy, avant même la parution et l'application du décret Chaptal du 1er septembre 1801.  

## Expositions
- Trois siècles de peinture française. XVIe - XVIIIe. Genève, Musée Rath, 1- juillet - 16 octobre 1949
- La femme dans l'art français. Bruxelles, Palais des Beaux-Arts, mars-mai 1953
- Masterpieces of french painting through five centuries (1400 - 1900). New Orleans, Isaac Delgado Museum of Art, 17 octobre 1953 - 10 janvier 1954
- European masters of the eighteenth century. London, Royal Academy of Arts, winter exhibition 1954-55
- Art français au temps de Stanislas. Nancy, Musée des Beaux-Arts, juin-septembre 1955
- Chefs-d’œuvre du Musée de Nancy. Liège, Musée des Beaux-Arts, 24 décembre 1964 - 24 janvier 1965
- De Watteau à David. Peintures et dessins des musées de province français. Bruxelles, Palais des Beaux-Arts, 27 septembre - 30 novembre 1975
- François Boucher. 1703 - 1770. New York, The Metropolitan Museum of Art, 17 février - 4 mai 1986
- De Tintoret à Manet. Chefs d’œuvre du Musée des Beaux-Arts de Nancy. Japon, 1994
- De Barocci a Modigliani. Le collezioni del Musée des Beaux-Arts di Nancy. Parma, Palazzo Ducale di Colorno, 1er mars - 1er juin 1997
- De l'an II au sacre de Napoléon. Le premier musée de Nancy. Nancy, Musée des Beaux-Arts, 23 novembre 2001 - 4 mars 2002